# Саорехас
Саорехас (ісп. Zaorejas) — муніципалітет в Іспанії, у складі автономної спільноти Кастилія-Ла-Манча, у провінції Гвадалахара. Населення — 155 осіб (2010).
Муніципалітет розташований на відстані близько 130 км на схід від Мадрида, 85 км на схід від Гвадалахари.
На території муніципалітету розташовані такі населені пункти: (дані про населення за 2010 рік)
- Уертапелайо: 10 осіб
- Вільяр-де-Кобета: 18 осіб
- Саорехас: 127 осіб

## Демографія
Динаміка населення (INE ):